# Artur Kozłowski (generał)
Artur Kozłowski – polski wojskowy, generał brygady SZ RP; dowódca 1 Warszawskiej Brygady Pancernej (2022–2025); od 2 lutego 2025 r. szef Zarządu Operacyjnego – zastępca szefa sztabu Dowództwa Generalnego Rodzajów Sił Zbrojnych. 

## Przebieg służby wojskowej
Artur Kozłowski we wrześniu 1993 r. podjął studia wojskowe jako podchorąży w Wyższej Szkole Oficerskiej Wojsk Zmechanizowanych we Wrocławiu, którą po przeformowaniu w 1994 r. w Wyższą Szkołę Oficerską im. Tadeusza Kościuszki ukończył w 1997 r. na kierunku: Dowodzenie – Rozpoznanie uzyskując dyplom inżyniera. Został promowany na pierwszy stopień oficerski – podporucznika. W 1997 r. otrzymał przydział służbowy do Braniewa, gdzie rozpoczął służbę zawodową na stanowisku dowódcy plutonu rozpoznawczego w 9 Brygadzie Kawalerii Pancernej. W roku 2001 został wyznaczony na dowódcę kompanii zmechanizowanej i na tym stanowisku pełnił służbę w ramach III zmiany PKW Irak. Po powrocie do kraju został wyznaczony na funkcję Oficera Sekcji Szkolenia Pionu Szkolenia w 9 Brygadzie Kawalerii Pancernej w Braniewie. W roku 2006 pełnił służbę w ramach VII zmiany PKW Irak na stanowisku Szefa Wydziału Ochrony Wojsk w Oddziale Operacyjnym i po powrocie z misji, w 2007 r. ukończył studia podyplomowe na kierunku Zarządzanie Kryzysowe. W 2008 r. został skierowany do Dowództwa Wojsk Lądowych, gdzie objął funkcję specjalisty Oddziału Szkolenia, Szefostwa Wojsk Pancernych i Zmechanizowanych w Pionie Szkolenia będąc na tym stanowisku  czynnym przedstawicielem Zespołu Zbierania i Upowszechniania Doświadczeń oraz Grupy Roboczej C-IED w Dowództwie Wojsk Lądowych. Jednocześnie w 2011 r. ukończył kurs doskonalący z Ochrony Wojsk w Operacji na Akademii Obrony Narodowej. 
W roku 2011 r. został skierowany służbowo do Zespołu Roboczego ds. opracowania dokumentów normujących proces szkolenia w Programie Szkolenia Pododdziałów Zawodowych Wojsk Pancernych i Zmechanizowanych na szczeblach Dowództwa Wojsk Lądowych i Zespołu Roboczego ds. opracowania dokumentów normujących proces szkolenia w Programie Szkolenia Pododdziałów Zawodowych Wojsk Pancernych i Zmechanizowanych na szczeblach Dowództwa Wojsk Lądowych i Sztabu Generalnego Wojska Polskiego. Jednocześnie był w składzie zespołu ds. monitorowania, koordynacji i szkolenia pododdziałów do misji w PKW Afganistan koordynował przedsięwzięciami szkoleniowymi oraz uczestniczył w „ocenie stopnia przygotowania” do wykonywania zadań w rejonie misji, gdzie był do 2012 r. W czerwcu tego roku ukończył kursu kwalifikacyjny dowódców batalionów w Akademii Obrony Narodowej. W latach 2012–2016 ppłk Artur Kozłowski był na stanowisku służbowym dowódcy 16 batalionu zmechanizowanego w Morągu 20 Brygady Zmechanizowanej, gdzie 16 bz zajmował czołowe miejsca we współzawodnictwie batalionów zmechanizowanych i czołgów na szczeblu ZT i brygady. 14 kwietnia 2016 r. w obecności dowódcy 20 Bartoszyckiej Brygady Zmechanizowanej płk. Janusza Wiatra przekazał dowodzenie 16 bz, po czym otrzymał przydział służbowy do Inspektoratu Szkolenia w Dowództwie Generalnym Rodzajów Sił Zbrojnych, gdzie na stanowisku starszego specjalisty Oddziału Programowania Ćwiczeń zajmował się planowaniem i organizowaniem zasadniczych ćwiczeń na szczeblu DG RSZ (pk. „Model”, „Dragon”). W czerwcu 2018 r. w Akademii Sztuki Wojennej ukończył Wyższy Kurs Operacyjno-Strategiczny. W październiku 2018 r. objął funkcję szefa szkolenia 18 Dywizji Zmechanizowanej w Siedlcach. 
W 2019 r. ukończył kursy doskonalące, „SERE VIP” na poziomie „B” i „C” oraz kurs doskonalący w zakresie Samoratowania i Przetrwania na Wodzie w ramach szkolenia SERE „B” i „C” VIP w Ośrodku Szkolenia Nurków i Płetwonurków WP w Gdyni. Od 2019 r. pełnił służbę na stanowisku zastępcy szefa sztabu ds. operacyjnych – szef pionu. Z dniem 1 lutego 2021 r. objął stanowisko szefa sztabu 18 Dywizji Zmechanizowanej. W czerwcu 2021 r. ukończył Podyplomowe Studia Polityki Obronnej w Akademii Sztuki Wojennej. 21 stycznia 2022 r. minister obrony narodowej Mariusz Błaszczak w obecności dowódcy generalnego RSZ Jarosława Miki wręczył mu i innym oficerom Wojska Polskiego nominacje na nowe stanowisko służbowe – dowódcy 1 Warszawskiej Brygady Pancernej. 2 lutego 2022 r. w Wesołej w obecności dowódcy 18 DZ gen. dyw. Jarosława Gromadzińskiego przejął dowodzenie 1 BPanc od gen. bryg. Jarosława Górowskiego. 14 sierpnia 2023 r. został awansowany przez prezydenta RP Andrzeja Dudę na stopień generała brygady. 5 lutego 2025 r. minister obrony narodowej Władysław Kosiniak-Kamysz wyznaczył go na stanowisko szefa Zarządu Operacyjnego – zastępcą szefa sztabu Dowództwa Generalnego Rodzajów Sił Zbrojnych.

## Awanse

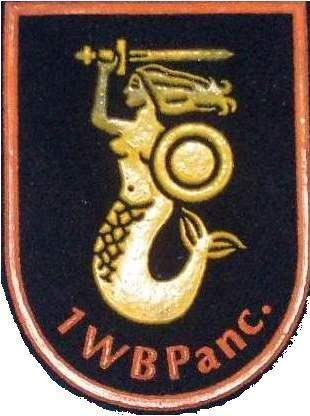
Był dowódcą 1 BPanc (2022-2025)

- podporucznik – 1997[1]

(...)
- generał brygady – 14 sierpnia 2023[11]

## Ordery, odznaczenia i wyróżnienia
- Złoty Medal za Długoletnią Służbę[12]
- Gwiazda Iraku[12]
- Medal Pamiątkowy Wielonarodowej Dywizji Centrum-Południe w Iraku[12]
- Złoty Medal „Za zasługi dla obronności kraju”[12]
- Srebrny Medal „Siły Zbrojne w Służbie Ojczyzny”[12]
- Buzdygan Honorowy – 2023[9]
- Odznaka Honorowa Wojsk Lądowych[13]
- Odznaka Skoczka Spadochronowego Wojsk Powietrznodesantowych – 1996[12]
- Odznaka pamiątkowa 1 Warszawskiej Brygady Pancernej – 2022, ex officio

i inne